# Ruta Provincial 104 (La Pampa)
La Ruta Provincial 104 es una carretera de Argentina en el sudoeste de la provincia de La Pampa. Su recorrido total es de 99 km totalmente de tierra natural.

## Recorrido
La ruta parte desde la Ruta Provincial 14 a unos 4 km al oeste del paraje Paso de los Algarrobos. Corre de noreste a sudoeste.
Recorre las márgenes del Río Atuel hasta que toma dirección oeste y finaliza en la Ruta Nacional 151, unos 10 km al norte de la localidad de Puelén.